# 永寧縣 (東義陽左郡)
永寧縣，南齊置，屬司州東義陽左郡，故治當在湖北省北部廣水、大悟近河南省南部信陽一帶。